# 히라가 소라
히라가 소라(일본어: 平賀 大空, 2005년 3월 2일~)는 일본의 축구 선수이다.

## 구단 경력
그는 2023년 J1리그의 교토 상가 FC에 입단했다.